# Adalberto (nome)
Adalberto  è un nome proprio di persona italiano maschile.

## Varianti
- Maschili: Adelberto[5]
  - Ipocoristici: Berto[2]
- Femminili: Adalberta[1], Adelberta[5]
  - Ipocoristici: Berta

### Varianti in altre lingue
- Catalano: Adalbert[6]
- Francese: Adalbert
- Germanico: Adalberaht[7], Adalberht[2], Athalbert[7], Adalbert[2][7], Adalpert[7], Adelbert[7], Adelpert[7]
- Latino: Adelbertus[1], Adalpertus[1]
- Lituano: Adalbertas
- Olandese: Adelbert[2]
  - Ipocoristici: Elbert[2]
- Polacco: Adalbert[2]
- Portoghese: Adalberto[2]
- Russo: Адальберт (Adal'bert)
- Sloveno: Adalbert
- Spagnolo: Adalberto[2][6]
- Tedesco: Adalbert[1][2], Adelbert[2]
- Ungherese: Adalbert

## Origine e diffusione
Continua il nome germanico Adalberht, di tradizione francone e longobarda; è composto dagli elementi adal ("di stirpe nobile") e bert ("brillante", "illustre"), e il suo significato può essere quindi interpretato come "illustre per nobiltà", "di illustre nobiltà". Da Adalberto deriva, con la caduta della parte iniziale, il nome Alberto; è inoltre imparentato con il nome Etelberto, composto dalle forme anglosassoni dei suoi stessi elementi. Viene collegato a volte anche a nomi quali Wojciech e Béla, con cui però non ha alcuna connessione etimologica.
In Italia, dove è attestato già dall'VIII secolo nelle forme latinizzate, è usato prevalentemente al Nord e, meno frequentemente, al Centro. La sua diffusione è dovuta principalmente alla fama dei vari sovrani germanici con questo nome che governarono sull'Italia nell'Alto Medioevo oltre che, secondariamente, al culto di diversi santi così chiamati.

## Onomastico
L'onomastico si può festeggiare in memoria di diversi santi e beati, alle date seguenti:
- 7 febbraio, beato Adalberto (Wojciech) Nierychlewski CSMA, sacerdote, martire ad Auschwitz[8][9]
- 25 febbraio, beato Adalberto, conte di Warngau e abate di Tegernsee[9]
- 22 aprile, beato Adalberto II, conte di Ostrevent[6][8][9]
- 23 aprile, sant'Adalberto (Wojciech), vescovo di Praga e martire, apostolo della Prussia e patrono della Polonia[8][9]
- 23 aprile, beato Adalberto III, figlio di Vladislao II di Boemia, vescovo di Salisburgo[9]
- 3 giugno, sant'Adalberto, vescovo di Como[8]
- 5 giugno, beato Adalberto Radiouski, monaco premonstratense[9]
- 20 giugno, sant'Adalberto, missionario in Russia, abate in Germania e vescovo di Magdeburgo[9]
- 25 giugno, sant'Adalberto di Egmond, predicatore in Olanda e Frisia[8][9]
- 18 agosto, beato Adalberto Vicente y Vicente, carmelitano, uno dei martiri della guerra civile spagnola[9]
- 23 novembre, sant'Adalberto, monaco a Casauria[9]

## Persone

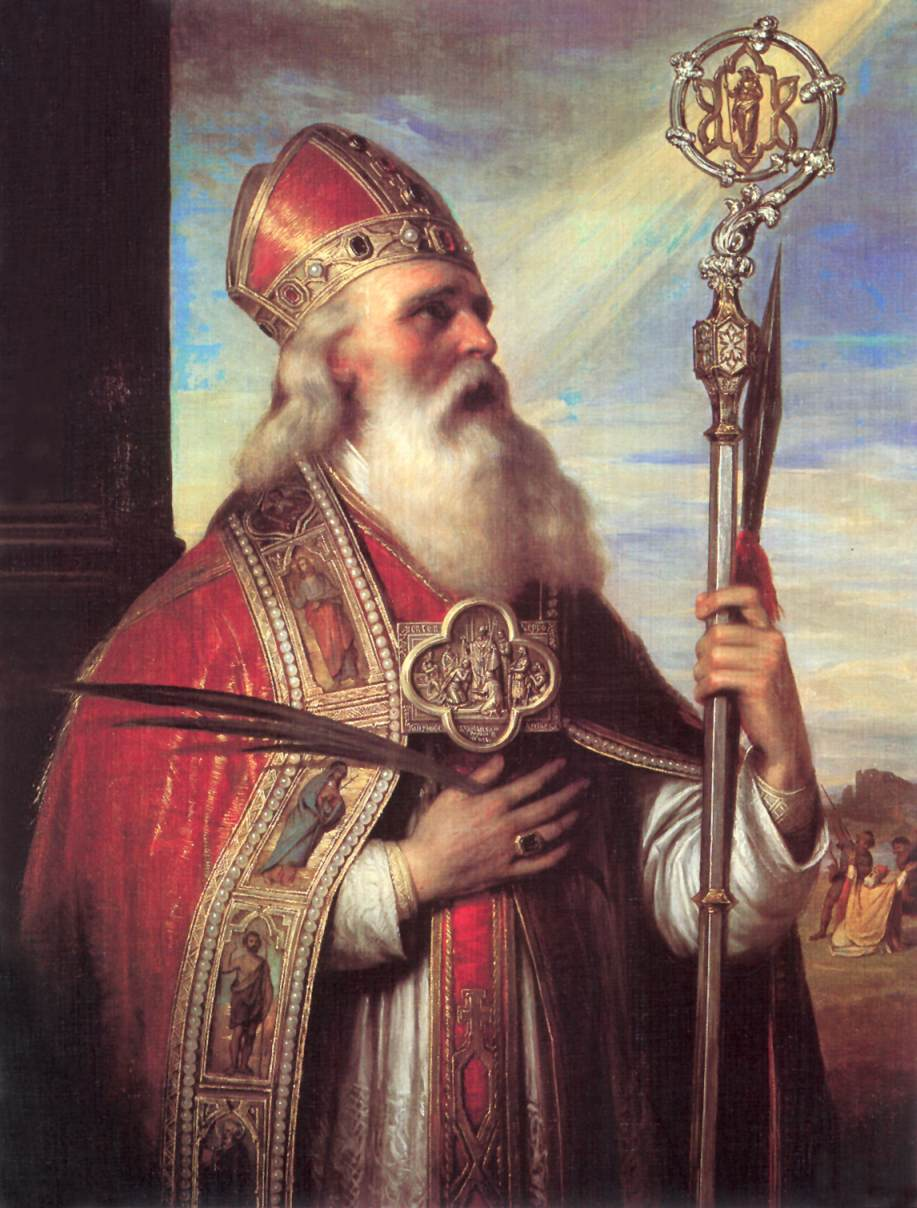
Adalberto di Praga

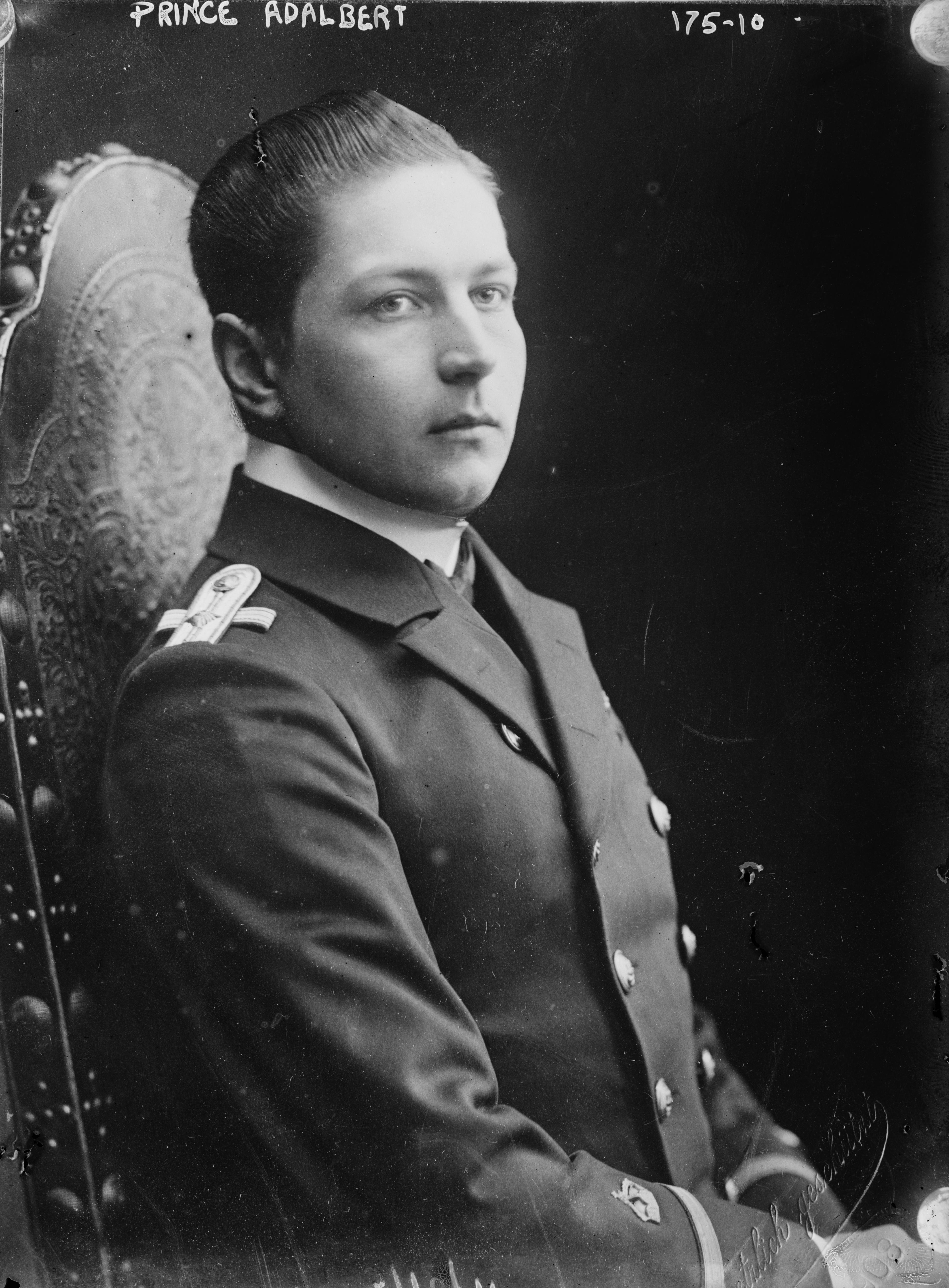
Adalberto di Prussia

- Adalberto di Baviera (1828-1875), figlio del re Ludovico I di Baviera
- Adalberto di Baviera (1886-1970), nipote del precedente e figlio di Ludovico Ferdinando di Baviera
- Adalberto di Brema, arcivescovo tedesco
- Adalberto I d'Ivrea, marchese d'Ivrea
- Adalberto II d'Ivrea, sesto marchese d'Ivrea e re d'Italia
- Adalberto di Magdeburgo, arcivescovo cattolico e santo tedesco
- Adalberto di Praga, vescovo cattolico e santo ceco
- Adalberto di Prussia, principe di Prussia e conte di Lingen
- Adalberto di Prussia, figlio del principe Guglielmo di Prussia
- Adalberto di Savoia-Genova, nobile e generale italiano
- Adalberto Libera, architetto italiano
- Adalberto Maria Merli, attore, regista e doppiatore italiano
- Adalberto Migliorati, pittore e disegnatore italiano
- Adalberto Minucci, giornalista e politico italiano
- Adalberto Tedeschi, imprenditore e dirigente sportivo italiano

### Variante Adalbert
- Adalbert Covacs, pentatleta rumeno
- Adalbert Deșu, calciatore rumeno

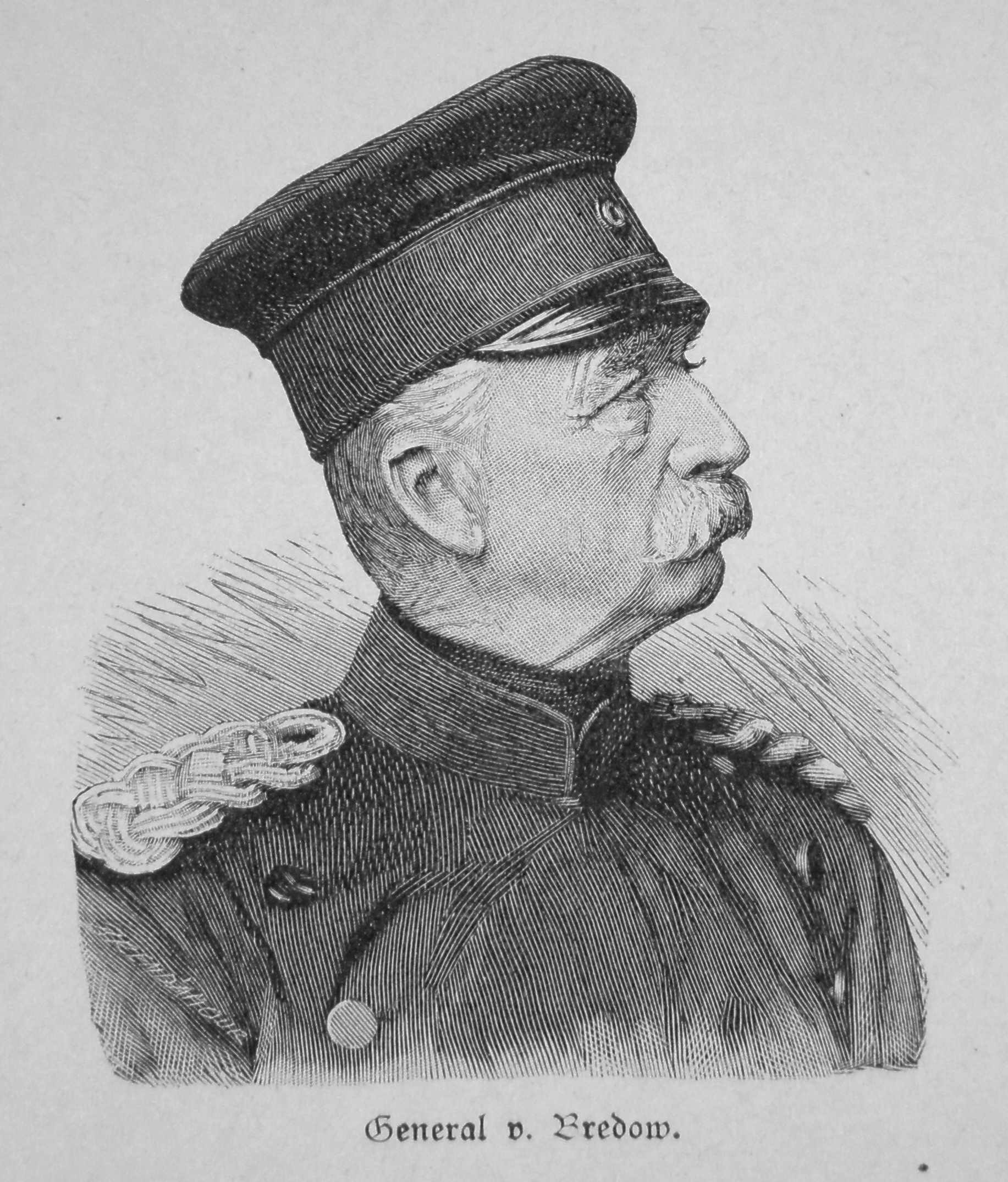
Adalbert von Bredow

- Adalbert Gyrowetz, compositore ceco
- Adalbert Kuhn, linguista e filologo tedesco
- Adalbert Steiner, calciatore rumeno
- Adalbert Stifter, scrittore, pittore e pedagogo austriaco
- Adalbert von Bredow, ufficiale tedesco
- Adalbert Zafirov, calciatore bulgaro

### Variante Adelbert
- Adelbert Dankowski, compositore e violista polacco
- Adelbert Schulz, militare tedesco
- Adelbert von Chamisso, poeta e botanico tedesco

## Il nome nelle arti
- Adelberto è un personaggio dell'opera Ottone, re di Germania di Haendel.
- Adelberto è un personaggio dell'opera Adelaide di Borgogna di Rossini.
- Adelberto è un personaggio dell'opera Teofane di Antonio Lotti.
- Adalberto Steiner è un personaggio del videogioco Final Fantasy IX.

## Toponimi
- 330 Adalberta è un asteroide scoperto nel 1910.